# Giovanni Schiavoni
Giovanni Schiavoni (n. iulie 1804, Trieste, Imperiul Austriac – d. 7 septembrie 1848, Veneția, Imperiul Austriac) a fost un profesor și pictor italian.

## Biografie
Giovanni Schiavoni s-a născut în anul 1804 la Triest în familia pictorului italian Natale Schiavoni. A mai avut un frate mai mare, pictor și el, Felice Schiavoni, născut tot la Triest în anul 1803. Giovanni și Felice au luat lecții de pictură de la tatăl lor. Giovanni a urmat mai târziu cursurile Academiei de Artă de la Viena.
A venit la Iași de la Odesa, unde a stat mai mult timp, în anul 1837. Gheorghe Asachi a făcut din el un fel de censor al învățământului artistic din Moldova, un director de studii al Academiei Mihăilene, exercitând astfel o puternică influență asupra formării tinerilor pictori. Portretist de valoare, a fost preocupat de redarea caracterelor fizice și pshihice ale personajului, deschizănd drumul spre dezvoltarea portretului pshihologic.
În data de 1 noiembrie 1837, Giovanni Schiavoni a fost numit profesor la Academia Mihăileană. El a exercitat funcția de profesor până în toamna anului 1838 când și-a dat demisia pentru a face o călătorie în Rusia. Locul lui la catedră a fost dat lui Mauritius (Mauricius) Löffler. Giovanni s-a întors din Rusia în 1839, așa cum rezultă dintr-un contract prin care s-a obligat să execute o pictură murală la Catedrala Mitropolitană din Iași (aprilie 1839), de curând construită. Pictura pe care a făcut-o Schiavoni la biserică nu s-a mai păstrat din cauza distrugerii ei ca urmare a prăbușirii acoperișului. Părți din pictură și din catapeteasmă au fost păstrate la Pinacoteca din Iași în perioada 1863-1864. În sala „biblică” a Pinacotecii se aflau treisprezece icoane mari, lucrate pe lemn de profesorul Schiavoni pentru catedrală. Ele figurau pe Isus și cei doisprezece apostoli. Aceste icoane există și astăzi și sunt de mari dimensiuni. Până în 18 ianuarie 1862, icoanele  au stat în beciurile Mitropoliei. La această dată, Gheorghe Panaiteanu-Bardasare le-a cerut Mitropolitului Sofronie Miclescu și le-a dus la Muzeul de Pictură, adică la Pinacoteca din Iași, așa cum rezultă dintr-o notă a secretarului Alexandru Clavel al Școlii de Belle Arte din Iași. Clavel a vorbit, însă doar de opt icoane, nu de treisprezece. Opt icoane există și astăzi, în ele fiind reprezentați arhanghelul Mihail, Precesta și cei doisprezece apostoli.
În 1841, Giovanni Schiavoni a fost chemat din nou la Academie, printr-o jalbă adresată domnitorului, „... ca să ridice clasa din decăderea în care era, căci de la o vreme încoace nu au produs niciun lucru, care să corespundă îngrijirii ce în totul Înălțimea Voastră aveți, pentru întemeierea învățăturilor și a artelor frumoase.”
În luna iulie a anului 1843, clasele de „zugrăvitură” ale Academiei s-au desființat și Schiavoni a rămas fără slujbă. Ca urmare, el a plecat nemulțumit pentru că nici măcar leafa nu i-a fost plătită. Profitând de plecarea lui, Eforia Școalelor i-a acordat 1.000 lei, însărcinându-l să achiziționeze busturi antice și mulaje după statui pentru Academie.

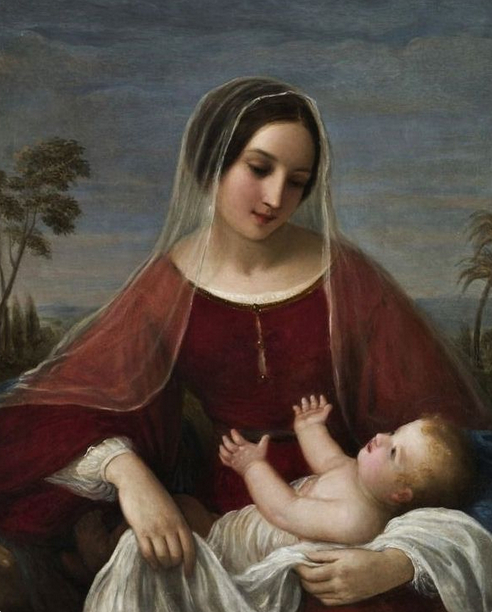
Madonna
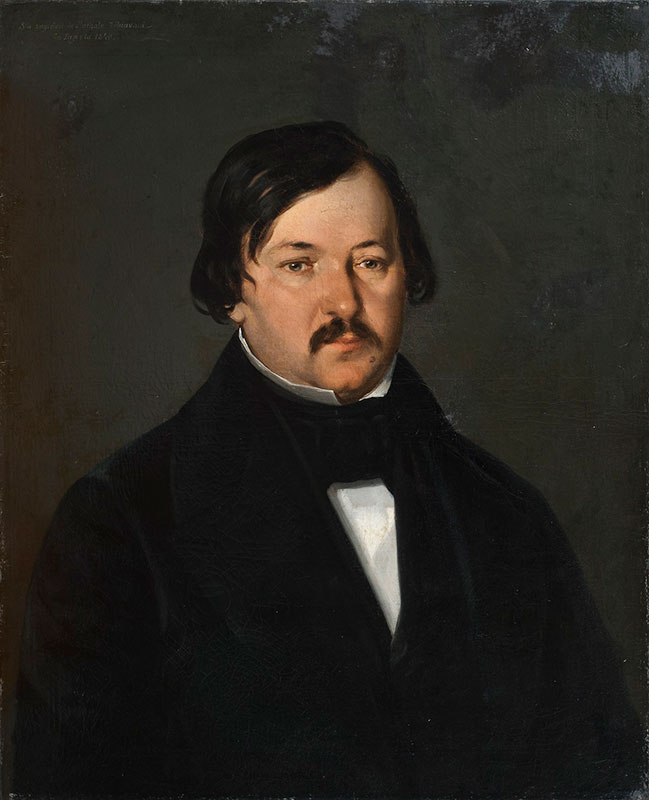
Vornicul Th. Burada
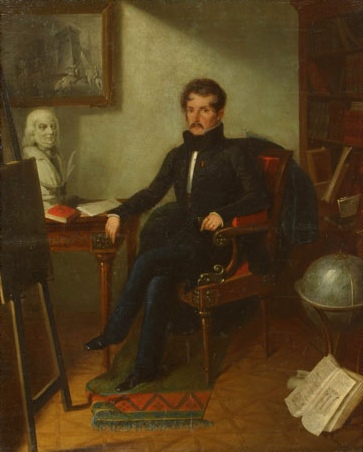
Gheorghe Asachi
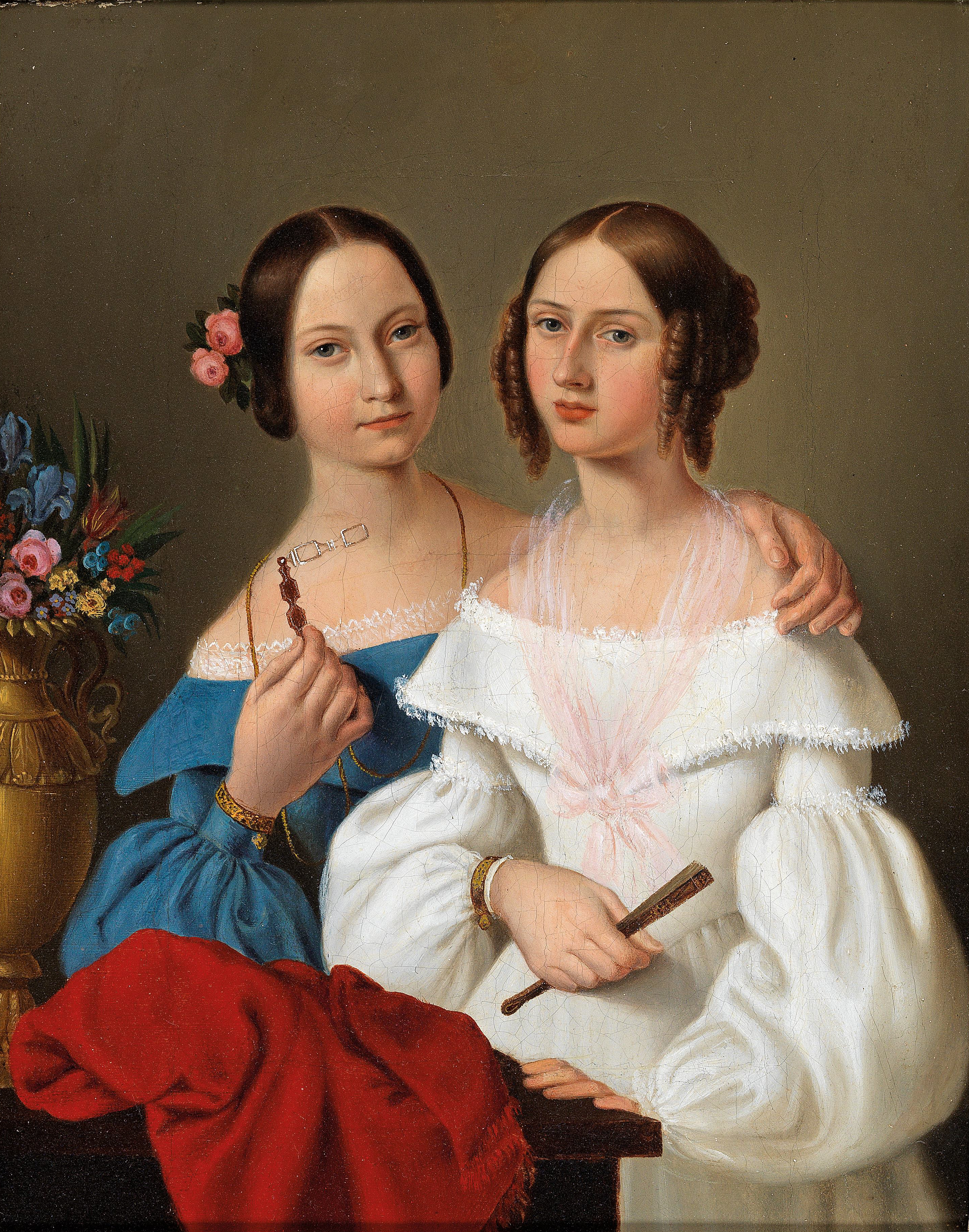